# Американское общество по предотвращению жестокого обращения с животными

Американское общество по предотвращению жестокости к животным (Американское общество защиты животных) (англ. American Society for the Prevention of Cruelty to Animals (ASPCA)) — некоммерческая организация, занимающаяся предотвращением жестокости в отношении животных. Базируется в Нью-Йорке с момента её создания в 1866 году. Миссия: «Обеспечить эффективные средства для предотвращения жестокого обращения с животными на всей территории Соединённых Штатов».

## История создания
После создания Королевского общества по предотвращению жестокого обращения с животными (RSPCA) в Великобритании в 1824 году (с учётом Королевского статуса в 1840), Генри Берг основал ASPCA 10 апреля 1866 в Нью-Йорке. Это самая старая и первая ориентированная на защиту животных организация в Соединенных Штатах. ASPCA была создана для того, чтобы положить конец несправедливости по отношению к животным, с которой сталкивались на всей территории Соединенных Штатов. 8 февраля 1866 года Берг сделал заявление от имени животных на заседании в зале Клинтон в Нью-Йорке. Среди вопросов, которые обсуждались на этом заседании, были петушиные бои и ужасы скотобоен. После получения многих подписей людей под его «Декларацией о правах животных», Бергу удалось получить официальный Устав и начать работу ASPCA c 10 апреля 1866 года.

## Медицина для животных
Одной из ранних целей Ассоциации было улучшение здоровья и благополучия животных. Первые ветеринарные клиники под эгидой ASPCA были созданы в 1912 году. Со времен создания этих клиник Ассоциация выработала новую тактику по улучшению дел в этих клиниках. C тех пор Ассоциация смогла разработать разнообразные медицинские процедуры и инновации при помощи новых изобретений в медицине и технологии. Среди них можно выделить следующие:
- в 1918 ветеринары ASPCA совершенствовали использование анестезии и, как результат, смогли лечить лошадь со сломанной коленной чашечкой
- в 1954 в ветеринарных клиниках ASPCA появились патологоанатомические и рентгенологические лаборатории и программы
- в 1961 ветеринары ASPCA совершили свою первую операцию на открытом сердце собаки.[2]

### Ресурсы для животных и их владельцев
Эта инициатива была создана для помощи частным лицам в правильной и этичной заботе о животных. Некоторые из служб, призванных помочь частным лицам:
- Круглосуточная горячая линия по контролю за отравлениями животных
- Бесплатное обучение и советы по обращению с животными
- Выделенный персонал, готовый проводить высококачественную медицинскую помощь
- Передвижные бригады по кастрации и стерилизации, которые обслуживают малообеспеченные районы Нью-Йорка
- Психологическая помощь хозяевам умерших животных

(круглосуточная линия по контролю за животными требует платежа по кредитной карте в размере 60 долларов)

### Спасение животных из группы риска
Эта программа разработана как инициатива, направленная на совершение шагов по уходу за животными, находящимися в группе риска, и их дальнейшее проведение по всей стране. Некоторые из программ, призванных помочь животным, находящимся в группе риска:
- Миссия ASPCA: Оранжевая инициатива: Приглашение ключевых городов по всей стране (США) вступить в ASPCA с целью остановить усыпление без крайней необходимости животных, которых можно пристроить в хорошие руки.
- Создание экспертами ASPCA планов для животных во времена стихийных бедствий
- Современная выставка животных, которых нужно отдать в хорошие руки, площадью 8000 кв. футов (743 м²) в Нью-Йорке
- ASPCA Встретить Свою Пару, a поисковая система для подбора животным хороших домов (хозяев).
- Помощь лошадям, находящимся в группе риска, при помощи Фонда Лошадей ASPCA.

### Меры по противодействию жестокости к животным
Для продвижения законов против жестокости к животным по всей стране ASPCA организовало кампанию, совмещающую в себе различные усилия по защите животных и мероприятия по внедрению новых технологий, созданных специально для предотвращения преступлений против животных. Эти меры включают в себя:
- Создание «Центра Против Жестокости» ASPCA, который будет работать с судебными экспертами, помогая расследовать и доводить до суда преступления против животных
- Проведение образовательных программ для офицеров полиции, следователей, ветеринаров, прокуроров и судей о том, как реагировать на жестокость к животным, включающих помощь в расследовании таких дел.
- Лоббирование принятия законопроектов по защите животных

## Другие успехи
Помимо спасения животных, Общество также вовлечено в подготовку к чрезвычайным ситуациям и управление спасательными мероприятиями. Например, 1 сентября 2008 года перед ураганом Густав была совершена высадка в штате Луизиана, около 800 животных были заселены в специальный приют в городе Шривпорт. Члены ASPCA совместно с членами Американской Гуманитарной Ассоциации обеспечивали круглосуточное дежурство в приюте.
ASPCA, главным образом, занимается вопросами, связанными с домашними животными, в частности уходом за домашними животными, вопросами жестокого обращения с лошадьми, а также иными случаями жестокого обращения и пренебрежения к животным. Программы и услуги Общества включают в себя:
- «горячую линию» по вопросам отравлений и заражений для владельцев домашних животных и ветеринаров
- программу поддержки приютов для животных, направленную на поддержку и продвижение лучших региональных приютов
- корпоративную партнерскую программу, направленную на продвижение товаров и услуг для животных
- специальную инициативу против жестокости, включающую в себя образовательные программы и специальный орган контроля правопорядка в части соблюдения законов, направленных на защиту животных, известный как «отдел по правоприменению законов о гуманности» (англ. humane law enforcement division), на территории США. В штате Нью-Йорк Отдел ASPCA по правоприменению законов о гуманности наделен правом расследовать случаи жестокого обращения с животными и заниматься правоприменением. Этот отдел известен по телевизионной программе «Территория животных» (англ. Animal Precinct) на канале Animal Planet.

## Помощники среди знаменитостей
Разные знаменитости открыто высказывали свою поддержку Американскому обществу по предотвращению жестокости к животным. Среди них:
- Beastie Boys — американская рок-группа.
- Элисса Сурсара — бразильская и австралийская актриса
- Тим Макгро — американский актёр и певец в стиле кантри
- Дрю Бэрримор — американская актриса и кинопродюсер
- Кристен Белл — американская телеведущая и киноактриса
- Сара Маклахлан — канадская певица, автор песен, лауреат премии Грэмми, в 2009 году принимала участие в телерекламе ASPCA, исполнив песню «Ангел»
- Расселл Симмонс — американский продюсер, основатель Def Jam Records
- Джон Гудмен — американский актёр и продюсер лауреат премии Эмми и Золотого Глобуса
- Тони Ла Русса — менеджер бейсбольного клуба главной лиги Сент-Луис Кардиналс

## Популярность ASPCA
Национальная популярность ASPCA с годами увеличивалась. В 2009 году число помощников ASPCA насчитывало миллион человек.

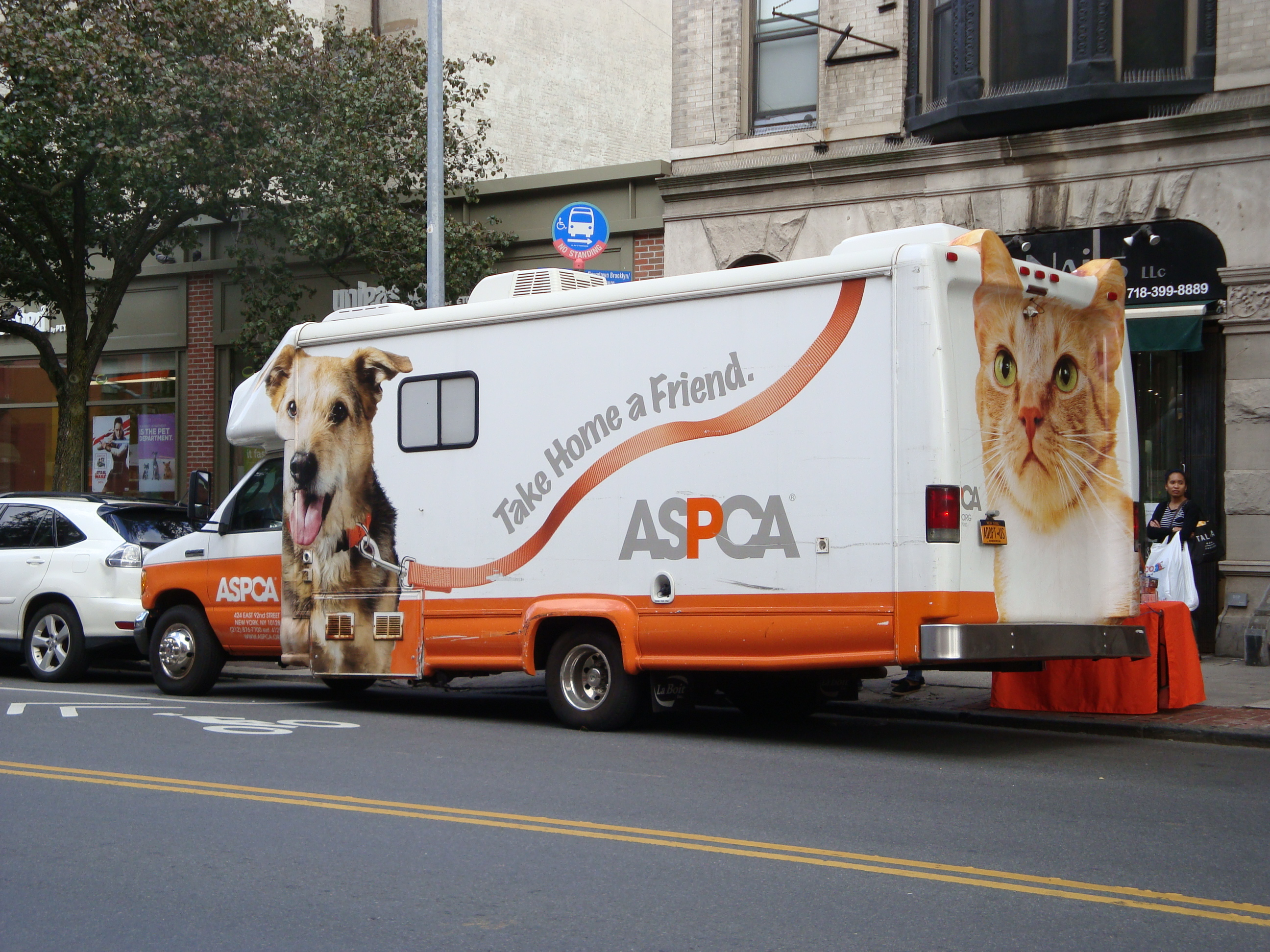
Фургон для перевозки животных на передачу в хорошие руки. За условную цену.

## Общества по предотвращению жестокости к животным
Многие местные организации используют название Общество по предотвращению жестокости к животным (SPCA), но они не имеют отношение к «Американскому обществу по предотвращению жестокости к животным», которое находится в Нью-Йорке и имеет национальный масштаб. Некоторые местные организации забирают себе животных, которые потерялись, над которыми издевались или которые были брошены хозяевами, в то время как другие могут продвигать законы, направленные на гуманное обращение с животными. Они могут быть частными или созданными местными органами власти.